# Gnorimus
Genre
Gnorimus est un genre d'insectes de l'ordre des coléoptères, de la famille des Scarabaeidae, de la sous-famille des Cetoniinae. Certains auteurs, tels que Pierre Tauzin, proposent de remplacer Gnorimus par Aleurosticus, genre ayant l'antériorité car créé par Kirby en 1827.

## Biologie
Les larves, de type ver blanc, vivent généralement dans les cavités des vieux arbres. Les adultes sont volontiers floricoles.

## Espèces rencontrées enEurope
- Gnorimus decempunctatus Helfer, 1834
- Gnorimus nobilis (Linnaeus, 1758)
- Gnorimus variabilis (Linnaeus, 1758)

## Espèces de l'OuestPaléarctique
- Gnorimus armeniacus Moser, 1902
- Gnorimus baborensis Bedel, 1919
- Gnorimus bartelsi Faldermann, 1838
- Gnorimus nobilis bolshakovi Gusakov, 2002
- Gnorimus subcostatus Ménétriès, 1832

## Liste d'espèces
Selon Catalogue of Life (29 août 2014) :
- Gnorimus armeniacus
- Gnorimus baborensis
- Gnorimus bartelsi
- Gnorimus decempunctatus
- Gnorimus flavitarsis
- Gnorimus nobilis
- Gnorimus subcostatus
- Gnorimus subopacus
- Gnorimus variabilis

Selon NCBI (29 août 2014) :
- Gnorimus decempunctatus
- Gnorimus nobilis
- Gnorimus variabilis